# Nougat

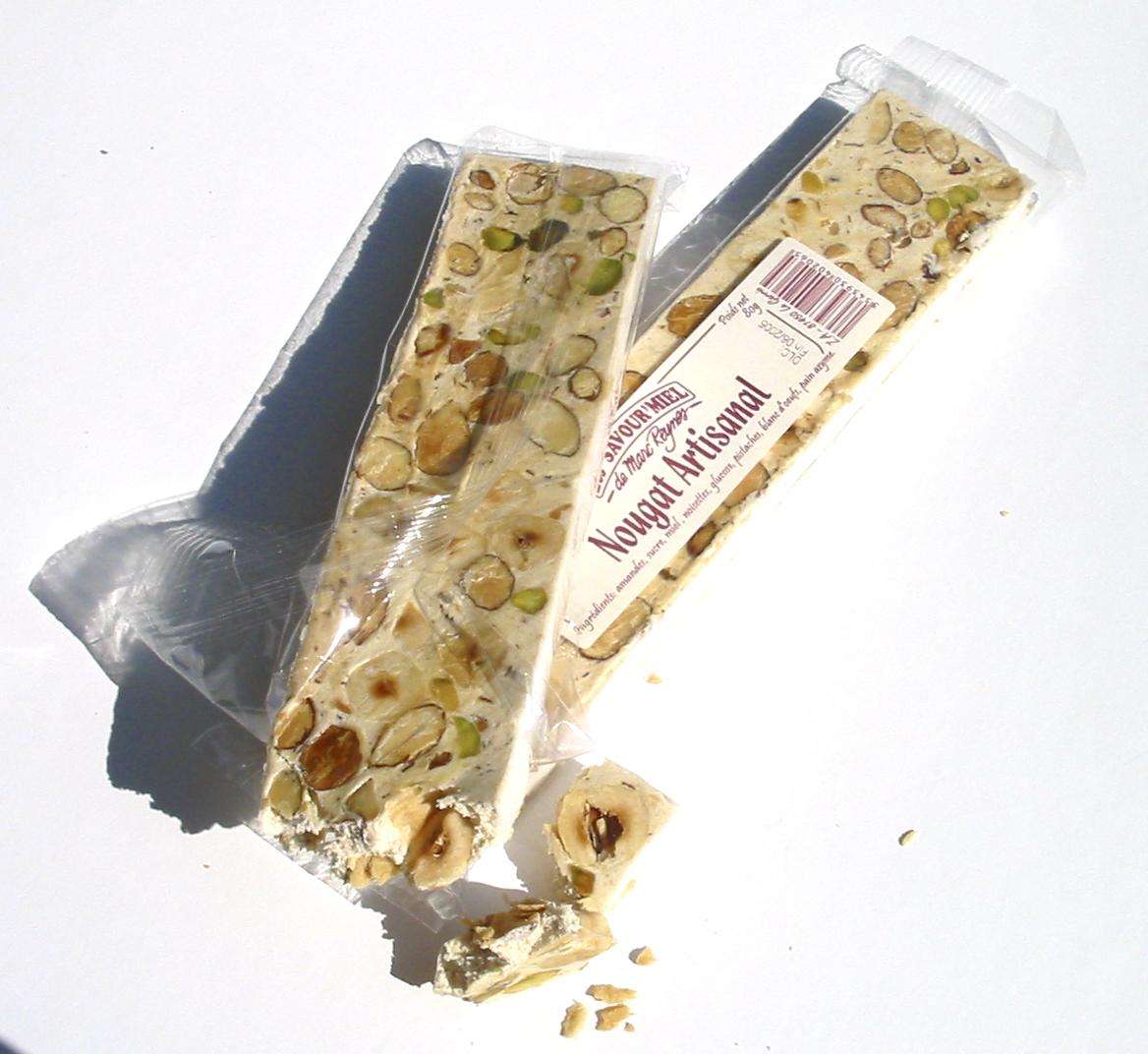
Barra de nougat

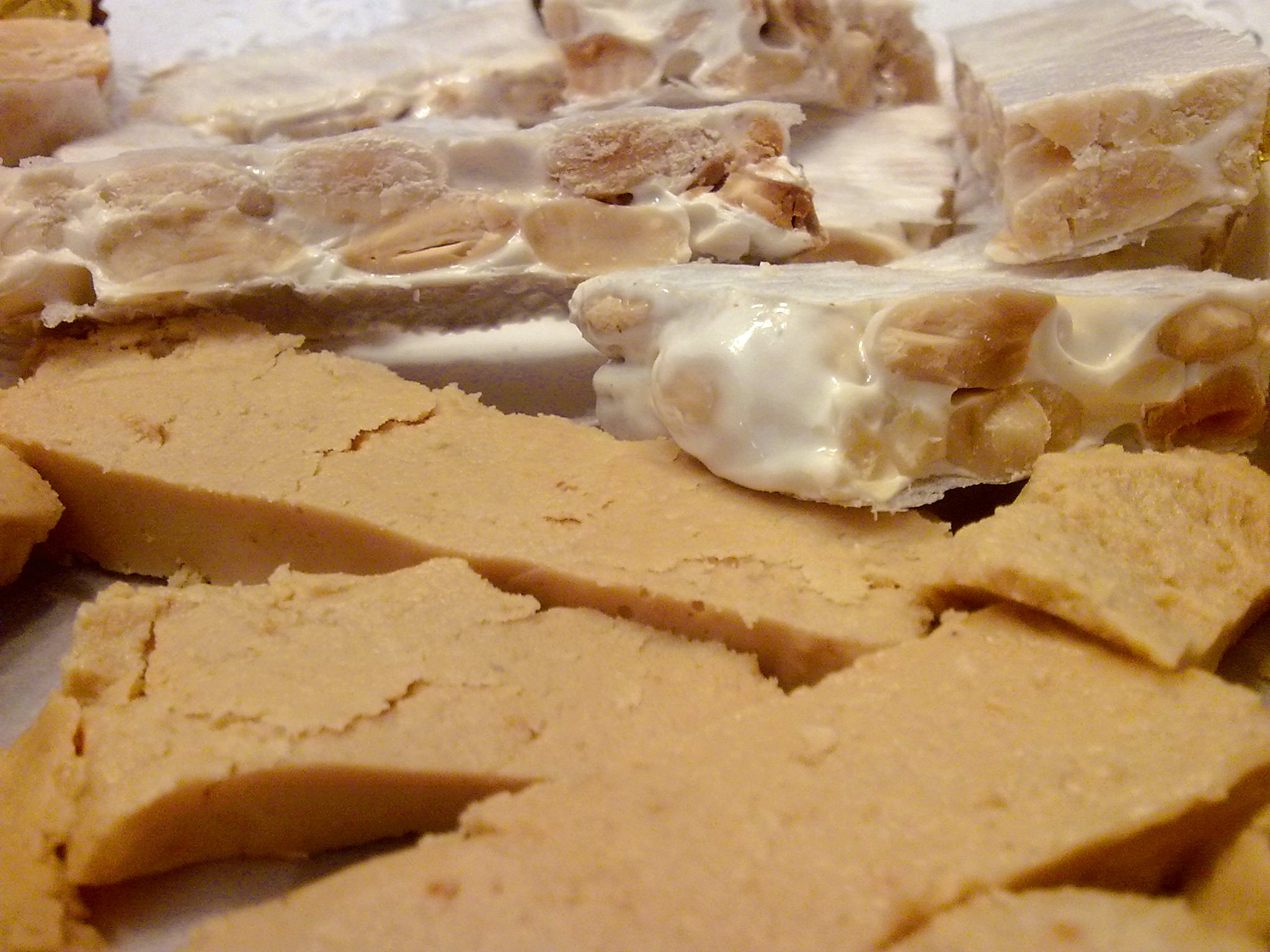
Torrão de alicante (no topo) e torrão de jijona

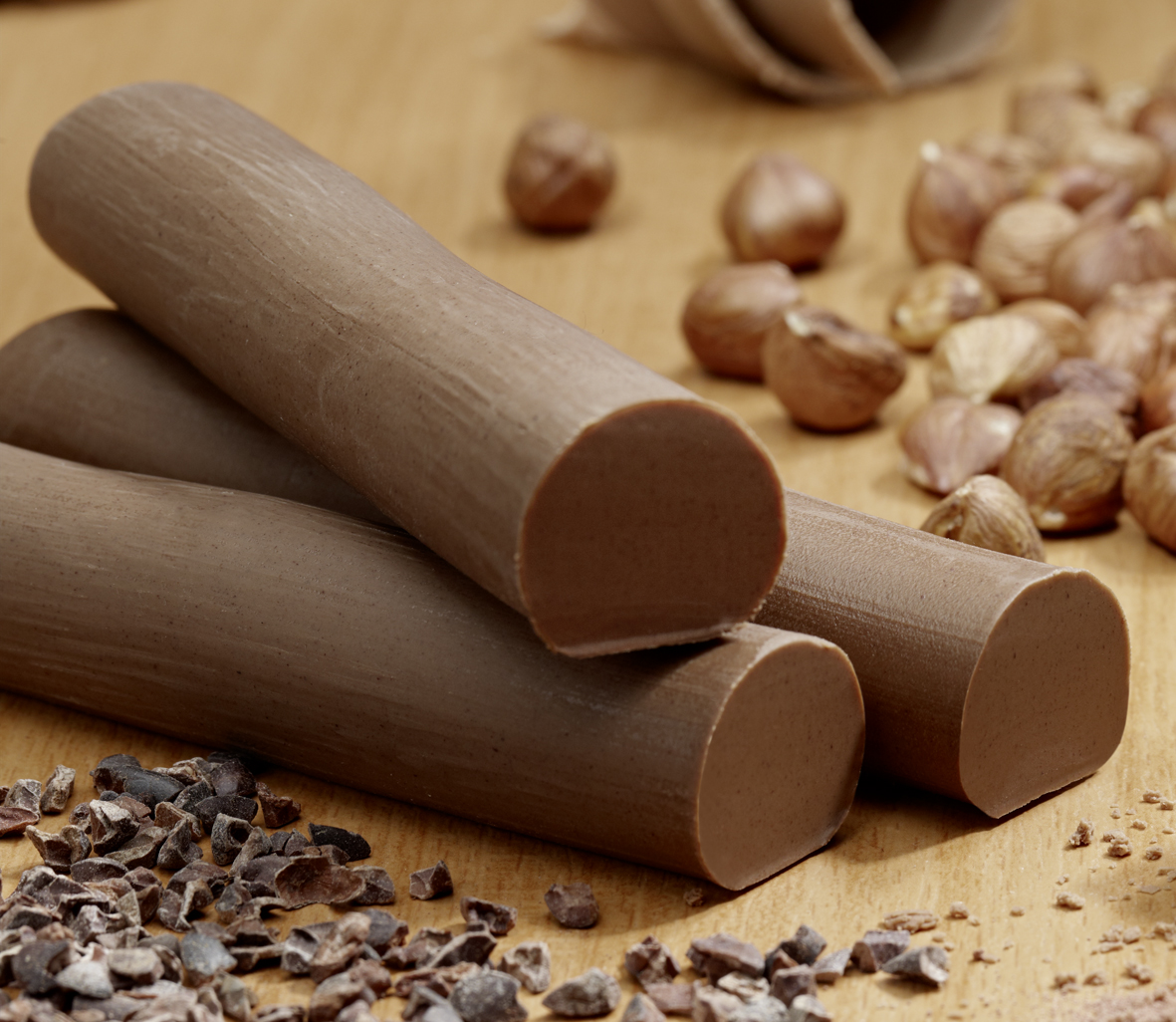
Nougat vienense, uma variação de nougat

O nogado (do latim vulgar nucatu, de nux, "noz"), nugá (do francês nougat)  ou torrone, como mais conhecido em algumas regiões no Brasil, é uma família de confeitos feitos com açúcar e/ou mel, castanhas assadas (amêndoas, nozes, pistache, avelãs, nozes de macadâmia), claras em neve e, às vezes, picado de frutas cristalizadas. A consistência do nougat pode variar desde macia e mastigável até crocante. Em geral, são feitos em barras e lhe são adicionados outros produtos como castanhas e pistaches.
É utilizado em uma variedade de barras de doces e chocolates. A palavra nougat vem do Ocitano "pan nougat", do latim "nux gatum", ou "bolo de noz". No sul da Europa, onde surgiu, é um doce amplamente associado às festas natalinas.

## Tipos
Existem três tipos básicos de nougat. O primeiro, e mais comum, é o "nougat branco", feito com claras de ovos batidas e mel. Essa versão foi surgiu em Cremona, na Itália, no início do século XV, e em Montélimar (só pode levar esta nomenclatura se levar obrigatoriamente na receita mel de flor de laranjeira) na França, no século XVIII. O segundo é o "nougat marrom" ou "castanho" ("mandorlato" em italiano e "nougatine" em francês), que é feito sem claras de ovos e tem uma textura crocante muitas vezes mais firme. O terceiro é o "vienense" ou "nougat alemão", que é, essencialmente, chocolate com pralinê (geralmente de avelã).
O nougat branco também pode ser encontrado pelo nome "mandolate" no Brasil.

## Torrão
O torrão é uma variedade de Nougat tipicamente feita com mel, clara de ovos e amêndoas. Há um grande variedade de torrões na Europa, América Latina e Filipinas. Em muitos países, também é comum ser encontrado coberto com chocolate.